# BB크림

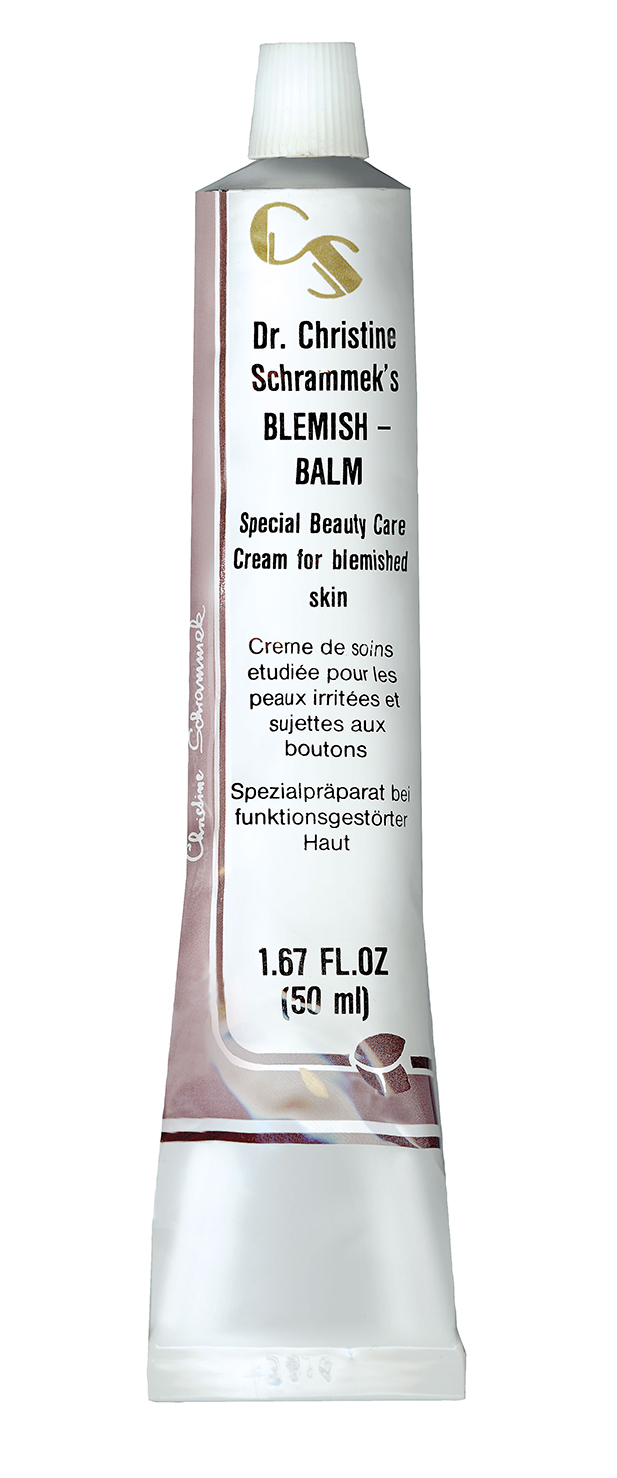

BB크림(영어: BB cream, beblesh balm 또는 beauty balm, 문화어: 분크림)은 독일 피부과에서 환자 피부 치료 후 자외선과 외부 자극에서 피부를 보호하고자 바르는 용도로 사용하는 게 시작이었다. 정식 명칭은 ‘블레미시 밤' 또는 '블레미시 베이스'(blemish balm 또는 blemish base). 피부과 치료 후 피부 재생이나 보호 목적으로 주로 사용하는 제품이다. BB크림은 잡티를 가리고 피부톤을 정리한다. 연예인들이 ‘쌩얼화장’ 용으로 사용하면서 알려지기 시작하였다.  시간이 지나면서 브랜드 마다 정의하는게 다르다.  초기에는 붉은 기운을 진정시켜 피부를 보호하고 같은 의미로 자외선을 차단하는 본래의 기능 위에 보습, 주름 개선, 메이크업 베이스 기능까지 갖추면서 ‘멀티 크림’으로 전환되면서 변화가 생겼다.이런 이유로 수년전 쌩얼 열풍과 함께 연예인들의 쌩얼 비결로 BB크림이 주목받으면서 피부 관리용으로 출시된 화장품이 20~30대 젊은 층을 중심으로 스킨과 로션만큼이나 필수 아이템으로 자리 잡았다. 여기서 간과하지 말것은 한국이 BB크림의 시초는 아니지만 현재 형태의 메이크업 기능의 BB크림의 트렌드의 근원지는 국내라는 것이 정설이다. 화장품 제품 특성상 국가별 브랜드들이 기술력은 갖고 있지만 정작 열풍을 만들어 내지는 못했는데 국내의 영향이 유럽이나 북미권으로 퍼졌을 것으로 파악된다. 해외 패셔니스타 매거진이나 웹 엠디같은 매체들도 ‘BB의 열풍은 아시아로부터 시작됐다’고 밝혔는데, 국내의 BB크림이 일본과 중국에 반향을 일으킨 것을 감안하면 국내의 BB크림 열풍의 파워를 실감케하는 대목이다.

## 사용법
간혹 비비크림의 자외선 차단 기능을 믿고 별도의 자외선 차단제를 바르지 않는 경우가 있는데 이는 잘못된 습관이다. 물론 자외선 차단지수나 자외선 차단 성분은 일반 자외선 차단제와 동일하게 사용된다. 하지만 자외선 차단지수가 높다 해도 일반적으로 사용하는 비비크림 사용량으로는 표기된 차단지수만큼의 효과를 보기 어렵기 때문에, 비비크림을 바르기 전 자외선 차단제를 챙겨 바르는 습관이 필요하다. 또한 파운데이션의 기본 커버 색상을 내는 적색 산화철, 황색 산화철 등의 성분이 비비크림에도 동일하게 사용되기 때문에, 번들거리는 지성 피부의 경우에는 유분기가 많은 제품인지 꼼꼼하게 살펴봐야 한다. 영양분이 많이 함유된 점이 오히려 장점으로 작용하기보단 뾰루지를 더욱 도드라지게 만들 수도 있다.
반면, 악 건성 피부의 경우 비비크림의 영양공급 능력을 과신하기 보다는 에센스나 스킨, 로션, 보습 등 기초 라인에 신경 쓰는 등 피부에 영양관리를 해주는 것이 좋다. 비비크림만 믿고 있다가 피부 속 영양분이 부족해 밸런스가 깨지면 결국 악 건성인 피부타입을 더욱 건조하게 만들 수 있기 때문이다.

###### 남성 비비 사용법
1. 먼저 미간과 콧등으로 이어지는 T존과 이마, 움직임이 많은 눈가와 입 주변에는 소량만 바른다.[4]
2. 특히 T존 부위는 어색해 보이지 않도록 손에 남은 여분 정도만 사용한다.[1][4]
3. 면도한 부분 역시 손에 남은 여분만을 이용해 가볍게 발라준다.[4]
4. 수염이 난 부분이나 눈썹, 헤어라인은 최대한 피한다.[4]

## 사용기간
BB크림, 파운데이션 등 베이스 메이크업 제품의 경우는 개봉 후 1년 안에 사용해야 피부에 무리가 없다. 단, 덩어리가 생겼거나 색이 변하는 등의 문제가 발생했을 때는 바로 사용을 중단해야 피부 트러블이 생기는 것을 막을 수 있다.